# Distretto di Fonyód
Il distretto di Fonyód (in ungherese Fonyódi járás) è un distretto dell'Ungheria, situato nella provincia di Somogy.